# 多斯留斯
多斯留斯，是西班牙加泰罗尼亚巴塞罗那省的一个市镇。总面积41平方公里，总人口5185人（2013年），人口密度127人/平方公里。